# نوري المشعل

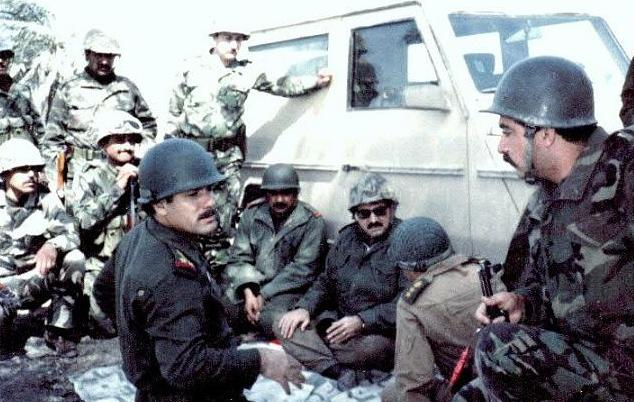
المشعل (وسط يسار) خلال الحرب العراقية الإيرانية

نوري داود مشعل العبيدي (1 تموز/يوليو 1955 - 31 كانون الثاني 2014) عسكري عراقي سابق.

## سيرته
الفريق الركن قوات خاصة نوري داود مشعل العبيدي من مواليد قضاء الخالص - محافظة ديالى العراقية
- خريج الكلية العسكريه الأولى
- تدرج في عدة مناصب في الجيش العراقي
- رئيس اركان الفرقة الرابعه عشر في محافظة ميسان سنة 1992
- مديرا في رئاسة اركان الحرس الجمهوري
- منصب قائد الفيلق الثالث في البصرة
- شارك في معارك حروب الخليج الأولى والثانية والثالثة.

## من مواقفه
من المواقف الخالده الفريق الركن نوري داود المشعل..
يروي الموقف لنا العقيد (فاضل.العبيدي. ضابط استخبارات الفرقة 18 مشاة عندما كان قائد الفرقة 18 مشاة قيادة قوات طارق بن زياد في محافظة ميسان سنة 1997
يقول «اتت امراه من مدينة النجف مسنه في العمر وكانت في حال يرثى لها وكانت تطلب اللقاء بقائد الفرقة حينها فعندما اخبر انظباط الفرقة القائد بأمر تلك العجوز فكنت جالس عنده في مكتبه فامرهم بأن يسمحو لها بالدخول كان لتلك المرأة ابن وحيد وكان فارا من الخدمة العسكريه وعليه تهم تصل عقوبتها للإعدام كون ابنها متهم ايضا بالانتماء إلى أحد الاحزاب المعارضة للنظام حينها وقد القي القبض عليه بالقرب من المنطقة الحدودية من قبل احدى تشكيلات الفرقة 18 وكانت تلك المرأة لاتتوقف عن البكاء لشدة خوفها من فقدان ابنها الوحيد بعدها طمأنها أبو وضاح قائد الفرقة حينها وقال لها باللهجة العاميه( يمه روحي ولاديرين بال ابنچ ان شاءالله يطلع من السجن)يقول فتعجبت من كلامه لها لانني كنت اعرفه جيدا انه لايعطي وعد الا وينفذ وعده وتعجبت ايضا لانني كنت ضابط استخبارات الفرقة واعرف مدى خطورة التهم التي كانت موجهه لأبن تلك المرأة وبعد ان خرجت تلك المرأة من مكتب القائد وكان يجلس معنا عدد من ظباط الركن والمراتب وبعد ان خرجوا الضباط وبقينا فقط انا والمرحوم قال لي ماذا تقول ابن عمي بأمر هذه المرأة المسكينه فهذا ابنها الوحيد ومصيره بين يدي اريد منك ان تلغي جميع التهم عنه وتطلق سراحه وان تعيده إلى الخدمة نادما يقول فسكت ولم ارد عليه ونظر الي مره اخرى وقال لي اعرف انها مسؤوليه وقد نسأل امام قيادة الفيلق عن هذا الامر ولكن أنت اطمأن فان وصل الخبر إلى القيادة فأنا من سأتحمل مسؤلية قراري هذا وأنت فقط اريد منك ان لاترفع اي برقيه بالمتهم إلى الجهات العليا فيقول لطيب العلاقة التي كانت تربطني بالقائد رحمه الله قلت له ابشر سيدي مايكون اله خاطرك طيب فذهبت بعد يومين بنفسي إلى سجن قيادة الفرقة واخليت سبيله واخبرت القائد باطلاق سراحه فشكرني وقال (هذا هو المهم ضميري ارتاح وشيريد يصير خلي يصير مسؤوليته يمي أنت نفذت الأمر وخلاص)».

## تكريمات
حائز على عدة شهاداة عسكريه ومن خيرة ظباط صنف المدفعية في الجيش العراقي وبطل من ابطال الجيش العراقي السابق و مكرم بوسام الرافدين من الدرجة الثانية ومن النوع العسكري و سيف القادسية و سيف ام المعارك و نوط الاستحقاق العالي و خمس عشر نوط شجاعة منها ثلاثة لام المعارك.

## وفاته
يوم الجمعة 31 كانون ثاني في سنة 2014، توفي الفريق الركن نوري سلمان المشعل وهو قائد الفيلق الثالث في الجيش العراقي السابق في إحدى مستشفيات اربيل اثر نوبة قلبية.
وقال الشيخ حمير العبيدي أحد اقارب المشعل، لـ/عراق برس/ ان “الفريق الركن نوري سلمان توفي، مساء الخميس، عن عمر ناهز الـ58 عاما في إحدى مستشفيات اربيل، اثر نوبة قلبية “.
واضاف ان” جثمان المشعل وصل، صباح اليوم، إلى مسقط رأسه في الخالص قرية الدوجمة 40كم غرب بعقوبة، وتمت مراسم تشيعه بحضور عدد كبير من أهالي محافظة ديالى ليوارى الثرى.
يشار إلى أن “المشعل كان قائدا للفيلق الثالث الذي تمكن من منع القوات الاميركية من السيطرة على مدينة البصرة على مدى 21 يوما ابان غزو العراق عام 2003.